# Estadio Guillermo Plazas Alcid
El Estadio Guillermo Plazas Alcid es un escenario deportivo ubicado en la ciudad de Neiva en el departamento del Huila. Su principal uso es para el fútbol, en donde juega como local el Atlético Huila, equipo que compite en la Categoría Primera B de Colombia.
El escenario contaba con capacidad originalmente para 25.000 espectadores, pero tras la tragedia en el proceso de remodelación y ampliación ocurrido en 2016, su capacidad se redujo a 2.500 espectadores. En los primeros meses del 2023, se realizaron unas pequeñas adecuaciones, de este modo, se habilitó en su totalidad la tribuna norte, oriental y sur, albergando aproximadamente 12.000 espectadores. Además en mitad de ese año, se instalaron alrededor de 2.500 asientos con motivo del programa de abonados del Atlético Huila para el segundo semestre, sumado al arreglo de las cabinas de transmisión ubicadas en la tribuna occidental.

## Nombre
El escenario recibe su nombre por Guillermo Plazas Alcid, político huilense quien como alcalde de Neiva, fue motor de su construcción.

## Historia
El estadio Guillermo Plazas Alcid tuvo un comienzo 'artesanal' que arrancó desde finales de la década de los cincuenta, cuando un grupo de jóvenes decidieron limpiar un terreno minado de piedras ubicado en ese entonces en cercanías al barrio Mano Fuerte, para darle la forma de cancha de fútbol. El organizador fue en ese entonces el gran líder político Alfonzo Díaz Parra este proyecto duró cerca de una semana, terminó llamándose: “El Desnucadero”.
Sin embargo, fue hasta el año de 1964 gracias a la famosa marcha del ladrillo, liderada por el alcalde electo de la época Guillermo Plazas Alcid y su principal colaborador, el senador Díaz Parra, además en la que participaron estudiantes de colegio y ciudadanos del común, que la idea de tener un estadio de fútbol fue tomando forma. La construcción definitiva se consolidó gracias a la donación un terreno en el barrio La Libertad, por parte de la Alcaldía Municipal por la designación de Neiva como sede de los Juegos Deportivos Nacionales de 1980.
La edificación que en el marco inaugural de dicho evento, fue bautizada con el nombre del mandatario que impulsó la iniciativa, es hoy por hoy, y pese a las duras críticas que le llueven por no poseer las mejores adecuaciones, es la casa de uno de los dieciocho mejores equipos de Colombia: El Atlético Huila. Su primera y una adecuación estructural la tuvo entre los años de 1992 y 1995, y fue la creación de la tribuna oriental construida en el mandato del gobernador Luis Enrique Ortíz.
En este escenario deportivo el Atlético Huila ganó la Primera B en 1992 frente a Alianza Llanos y en 1997 frente a Cúcuta Deportivo y logró el ascenso a la Primera A lo mismo que en 2020 frente a Cortuluá y 2021-I frente a Deportes Quindío, disputó las finales del Torneo Apertura 2007 frente a Atlético Nacional y la del Torneo Finalización 2009 frente a Independiente Medellín en las cuales quedó subcampeón y participó en la Copa Conmebol 1999 y la Copa Sudamericana 2010.

## Remodelaciones
Entre 1992 y 1995 el escenario fue objeto de su primera reforma para ampliar su capacidad a 27.000 espectadores, que hasta la fecha es el máximo aforo que ha tenido el Estadio Guillermo Plazas Alcid.
En enero de 2015, el secretario de Coldeportes Hebert Artunduaga, realizó una inspección en el estadio Plazas Alcid y afirmó una inversión que se aproxima a los 25 000 millones de pesos colombianos, para ampliar y remodelar en lo que es la primera fase, la tribuna occidental el estadio con estándares FIFA para competiciones internacionales. La firma encargada de la remodelación del estadio de Neiva se llama Estadios 2015, la cual tendrá un plazo de 10 meses Generalidades del proceso de contratación:
dependencia delegataria dirección de deporte y recreación presupuesto asignado diecinueve mil novecientos noventa y nueve millones doscientos cuarenta y siete mil doscientos tres pesos m/cte ($19 999 247 203).
La Alcaldía de Neiva confirmó que las obras de remodelación comenzaron en enero de 2015.
Preámbulo de una tragedia
Dos accidentes fueron el preámbulo a la tragedia que se presentó el 19 de agosto del 2016. La primera fue el 14 de abril de 2015 en la que resultaron heridos seis trabajadores cuando una pared se cayera sobre ellos. El segundo accidente se presentó el sábado 12 de septiembre del mismo año mientras se hacían trabajos para la fundición de la placa del cuarto piso, esta cedió y se desplomó, afortunadamente en esta oportunidad no se presentaron víctimas que lamentar. A pesar de las investigaciones y suspensión de trabajos para la remodelación del estadio, los trabajos se reanudaron hasta la llegada del desastre.
Fatal Accidente
El 19 de agosto de 2016 mientras se realizaban labores para la remodelación del escenario deportivo se derrumbó una placa de concreto, ocasionando la muerte de 4 obreros y dejando 10 heridos de consideración. A partir del accidente a junio de 2017 los trabajos continúan suspendidos.
Primeras capturas por el siniestro del estadio
El 2 de agosto de 2017 fueron detenidas 7 personas por las irregularidades que llevaron a la tragedia del estadio. Se dio a conocer a los medios de comunicación la captura del exalcalde de Neiva Pedro Hernán Suárez Trujillo, Carlos Alberto Ramos Parraci exdirector del Inder, Carlos Fernando Puentes y cuatro individuos más. También se informó que se vinculan jurídicamente al proceso Mauricio Vargas Cuéllar, Érica Fernández, Miguel Alejandro Lozano Castañeda, Luis Alfonso Trujillo todos relacionados con la remodelación e irregularidades en la contratación que terminó en el siniestro. La fiscalía emitió seis órdenes más de captura.
La Universidad Nacional realiza los estudios técnicos para la terminación de la controvertida remodelación la cual se preveía ser finalizada en el año 2020. Sin embargo, un nuevo estudio con el auspicio del Ministerio del Deporte estimó la duración de las obras por tres años, es decir, hasta 2023 con un costo de 50 mil millones de pesos (COP).
Las obras se reanudaron en agosto de 2021 con una intervención preliminar. Se espera que una vez terminado, el estadio cuente con capacidad para 30.000 espectadores. Sin embargo, a término de 2022 no ha habido avance alguno en los trabajos, por lo que se espera se reduzca finalmente su capacidad a 10.000 espectadores únicamente.

## Eventos

### Finales Categoría Primera A
- Apertura 2007 Final (ida):

| 13 de junio de 2007 | Atlético Huila | 0:1 (0:0) | Atlético Nacional    | Estadio Guillermo Plazas Alcid, Neiva, Colombia |  |
|                     |                | Reporte   | Carmelo Valencia 51' |                                                 |  |

- Finalización 2009 Final (ida):

| 16 de diciembre de 2009 | Atlético Huila | 0:1 (0:0) | Independiente Medellín | Estadio Guillermo Plazas Alcid, Neiva, Colombia |                                          |
|                         |                | Reporte   | Jackson Martínez 85'   | Árbitro(s): Hernando Buitrago (Colombia)        | Árbitro(s): Hernando Buitrago (Colombia) |

### Copa Conmebol 1999
- Atlético Huila 1:2 São Raimundo

#### Primera Fase: Atlético Huila - São Raimundo (AM)
| 13 de octubre de 1999 | Atlético Huila     | 1:2 (0:1) | São Raimundo (AM)       | Estadio Guillermo Plazas Alcid, Neiva, Colombia |  |
|                       | Jimmy Asprilla 64' | Reporte   | Neto 44' · Ze Divan 85' |                                                 |  |

### Copa Sudamericana 2010

#### Primera Fase: Atlético Huila - Trujillanos
| 4 de agosto de 2010 | Atlético Huila                                                 | 4:1 (3:1) | Trujillanos | Estadio Guillermo Plazas Alcid, Neiva, Colombia |                                  |
|                     | Carbonero 5' · Castillo 32' · Martínez 37' (p) · Velásquez 90' | Reporte   | García 18'  | Árbitro(s): Omar Ponce (Ecuador)                | Árbitro(s): Omar Ponce (Ecuador) |

#### Segunda Fase: Atlético Huila - San José
| 7 de septiembre de 2010 | Atlético Huila           | 1:1 (0:1) | San José           | Estadio Guillermo Plazas Alcid, Neiva, Colombia |                                   |
|                         | Gonzalo Martínez 60' (p) | Reporte   | Regis de Souza 27' | Árbitro(s): Carlos Vera (Ecuador)               | Árbitro(s): Carlos Vera (Ecuador) |

### Amistoso internacional

#### Amistoso internacional: Atlético Huila - Atlético de Madrid
| 22 de mayo de 2012 | Atlético Huila         | 1:3 (0:2) | Atlético de Madrid                  | Estadio Guillermo Plazas Alcid, Neiva, Colombia |                                      |
|                    | Digno González 48' (p) | Reporte   | Eduardo Salvio 32' 74' · Sílvio 43' | Árbitro(s): Wilmar Roldán (Colombia)            | Árbitro(s): Wilmar Roldán (Colombia) |